# Хирургический симулятор
Хирургический симулятор (англ. Surgery simulator) — компьютерная технология, разработанная для моделирования хирургических операций. Целью является обучение медицинских работников, без необходимости больного, трупного тела или животного. Концепция берет свое начало в 1980-е годы в видеоиграх, но только в 1990-х годах с трёхмерной графикой и в 2000-х годах с использованием датчиков движения для реалистичного перемещения (управление движением) получил технологию, которой удалось имитировать реальную ситуацию. Наиболее распространенным типом хирургического вмешательства, проведенным этим методом, является лапароскопическая хирургия, хотя она также была первой попыткой перед другими видами процедур.

## Применение
Хирургические симуляторы, как правило, используются для обучения студентов-медиков и хирургов для конкретных видов процедур без использования животных или трупов, прежде чем практиковаться на живых пациентах. Они лучше всего подходят для двух типов навыков, необходимых для хирургического вмешательства, развивают зрительно-моторную координацию и имеют способность выполнять трёхмерные действия с использованием двумерного экрана. Зрительно-моторная координация улучшается, так как моделирование может предоставить визуальное представление, с помощью экрана, а также наличие тактильних ощущений, которые моделируют манипуляции органов и тканей.
Этот вид виртуальной реальности чаще всего используется в подготовке хирургов к лапароскопической процедуре, так как в реальности невозможно увидеть ход операции. Симулятор использует экран компьютера, который отражает трехмерное изображение органов, которые эксплуатируются. Существуют различные хирургические инструменты или перчатки подключенные к датчику движения и касательных механизмов или механизма тактильных ощущений, где пользователь может физически ощутить разницу между смоделированными тканями и органами. Пользователь может «оперировать» на виртуальных органах, манипулируя инструментами, которые также отображаются на экране, в то время как пользователь перемещает их, а также имеющиеся инструменты выявления силы-обратной связи и столкновения, чтобы показать пользователям, когда они продвигают или перемещают отдельные органы или ткани. Осуществив ввод данных от компьютерной томографии (КТ) и магнитно-резонансной томографии (МРТ) пациента могут быть воспроизведены в виртуальной среде. Моделирование может также обеспечить более интенсивное обучение с использованием отдельных патологических случаев и осложнений.
Однако использование этих симуляторов имеет свои ограничения. Хотя значительные достижения были замечены при их использовании для развития начинающих, их эффективность уменьшается, поскольку процедура повторяется со студентами, которые достигают своего предела. Для более опытных хирургов применение этих тренажеров имело бы минимальную пользу.

## Разработка технологии
Виртуальная хирургия как средство для моделирования процедур и обучения хирургов развилась с появлением индустрии видеоигр. Видеоигры для развлечений были одной из крупнейших отраслей в мире в течение некоторого времени. Однако, в начале 1980-х гг., такие компании, как Атари начали работать над идеями, как использовать эту виртуальную среду для обучения людей различным задачам и различным профессиям. Молодые стажеры в области медицины показали лучшую зрительно-моторную координацию и скорость мышления над теми, кто никогда не играл. Хотя графики были крайне ограничены, Атари начала развивать несколько типов симуляторов, связанных со здравоохранением. Этот тип обучения встречали с сильным скептицизмом до начала исследований в середине 1980-х годов, которые показали перспективу этой концепции.
Однако, графические и интерактивные ограничения видеоигр, препятствовали их развитию и полезности до 1990-х годов, когда такие компании, как Nintendo и Sony начали выпускать трехмерные полигональные графики, что положило начало понятию «виртуальной реальности». Это все было улучшено с введением Вия систем, что позволило более реалистичные манипуляции виртуальной реальности через датчики движения. Исследования на этот раз показали, что новый способ взаимодействия улучшил координации и пространственное восприятие. Эти достижения также позволили технологии перейти от «игры» до «симулятора». Хирургическая система Да Винчи была запрограммирована как первый тренажер для лапароскопических операций в 2005 году, и её точность и дизайн сделали так, что она быстро распространилась среди хирургов. Хотя в основном эта технология используется для общей хирургической подготовки, также она используется для планирования конкретных операций. Первая виртуальная хирургическая операция (где операция фактически наследовала виртуальную практику) была проведена 17 августа 2009, когда доктор Дэвид Кларк в Галифаксе, Новая Шотландия удалил опухоль мозга через 24 часа после удаления смоделированной опухоли. В 2010 году, многочисленные больницы имели определённые технологии симуляции, которые были доступны для медицинских работников, особенно ориентированные на подготовку лапароскопических процедур.

## Примеры
Наиболее широко применимым симулятором для лапароскопической хирургии на сегодняшний день есть Хирургическая система Да Винчи. Это новейший способ, чтобы практиковать навыки для процедур, который включает в себя хирурга во время операции и управление устройством. Тренажер представляет собой учебник, который готовит хирурга для реальной хирургической операции на Хирургической системе Да Винчи. Он содержит изображения в режиме реального времени, идентичные элементы оригинального устройства и потенциальные проблемы, которые могут возникнуть в ходе реальной операции.
Одна из самых популярных игр/симуляторов был травмпункт, это игра, основанная на решении головоломок и проблем, которые могут возникнуть во время операции. Цель игры заключается в оказании помощи своим пациентам, пострадавшим от несчастных случаев, переломов, внутренних кровотечений и травм, а также реакции на различные диагнозы и выполнения различных хирургических процедур. Цель игры состоит в том, чтобы заставить пользователя думать быстрее и повысить его способность решать проблемы на операционном столе. Хирурги и эксперты в области здравоохранения говорят, что игра идеально подходит для ускорения принятия решений на хирургическом столе, поскольку это игра, основана на давлении на пользователя, предоставляя лишь ограниченный период времени.
Участники практиковались на малоинвазивном хирургическом тренере-виртуальной реальности (MIST-VR) 10 раз подряд в течение 1-месячного периода. Оценки лапароскопических навыков включают в себя время, ошибки и экономии движений рук, которые измеряются симулятором.

## Другие симуляторы
Кроме обучения хирургическим процессам, а также моделирования операций, важны имитация органов или тканей организма человека. Первоначально, благодаря качественному изображению и корректной математической модели можно было избежать негативных результатов, выявить недостатки продуманной операции, а также определить возможные осложнения во время хода операции. Активно в моделировании качественных изображений для хирургии используют самоорганизующиеся сети, которые являются достаточно мощным средством в применении, в таких задачах как сегментация изображения. Именно такой тип результатов позволяет медикам исследовать различные органы человеческого организма для выявления дефектов или болезней, иногда сегментация медицинских изображений даже позволяет избежать хирургического вмешательства.